# Gemini (chinesische Band)
Gemini (chin. 简迷离 Pinyin: jiànmílí) ist eine in China gegründete, chinesisch-französische Band. Die Gründungsmitglieder bestehen aus dem Franzosen Gabryl und der Chinesin Suna.

## Geschichte
Im Jahre 2005 wurde Gemini in Peking, Volksrepublik China, gegründet und die Arbeiten an dem Debütalbum begonnen.
2006 erschien das Debütalbum Personal Life.

## Stil
Die Stilrichtung der Band lässt sich beim Zuhören nur schwer definieren. Es werden, einfach ausgedrückt, Elemente aus dem Rock mit elektronischen Einflüssen vermischt. Neben Elementen der Rockmusik kommen auch aus dem Hip-Hop bekannte Elemente, wie Scratching sowie teilweise elektronische Drums und gerappte Textpassagen vor. Das Genre der Band lässt sich am besten als Synth Rock einstufen.

## Diskografie
- 2006: Personal Life (私人生活)
- 2010: The Last Night of Monsters (落幕之舞)